# Halur d'acil
Un halur d'acil, halur d'àcid, halogenur d'acil o halogenur d'àcid, és un compost químic derivat d'un àcid (carboxílic, sulfònic, sulfínic, selenònic, etc.), en el qual s'ha substituït un grup hidroxi {\displaystyle {\ce {-OH}}} per un halur ({\displaystyle {\ce {-F}}}, {\displaystyle {\ce {-Cl}}}, {\displaystyle {\ce {-Br}}} o {\displaystyle {\ce {-I}}}).

Estructura general dels halurs d'àcid.

Si l'àcid és un àcid carboxílic, el compost conté el grup funcional {\displaystyle {\ce {-COX}}} amb {\displaystyle {\ce {X = F, Cl, Br, I}}}. En ells el carboni està unit a un grup alquil o aril o a un àtom d'hidrogen, a un oxigen mitjançant un doble enllaç i, mitjançant un enllaç simple, a un halogen. A la resta procedent d'eliminar el grup hidroxi {\displaystyle {\ce {-OH}}} se'n diu grup acil. Per exemple, el grup acil derivat de l'àcid acètic {\displaystyle {\ce {CH3-CO -}}} és l'acetil.
Els halogenurs d'àcids orgànics més importants són els clorurs derivats dels àcids carboxílics {\displaystyle {\ce {R-CO2H}}} i dels àcids sulfònics {\displaystyle {\ce {R-SO3H}}}. Els clorurs d'àcid carboxílic, anomenats halogenurs d'acil, són generalment més reactius que els clorurs d'àcid sulfònic, anomenats clorurs de sulfonil. Els halogenurs d'acil són substàncies altament reactives utilitzades principalment en síntesis orgàniques per introduir el grup acil. Reaccionen amb aigua, amoníac i alcohols per donar àcids carboxílics, amides i èsters, respectivament.
La majoria dels halogenurs d'acil són líquids insolubles en aigua. Tenen olors agudes i irriten les mucoses. Els clorurs de sulfonil {\displaystyle {\ce {RSO2Cl}}} reaccionen amb l'amoníac per formar sulfonamides.

## Història

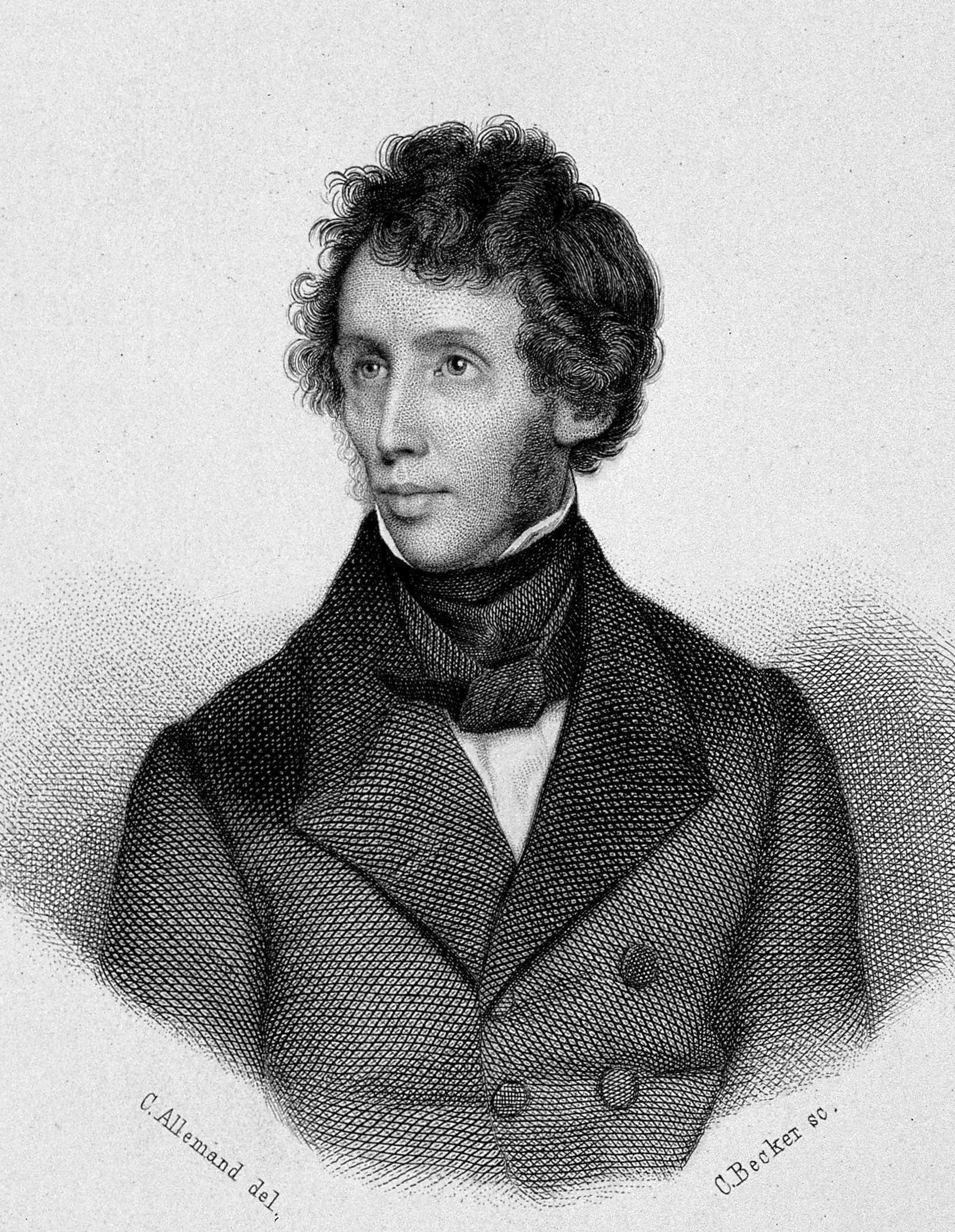
Friedrich Wöhler
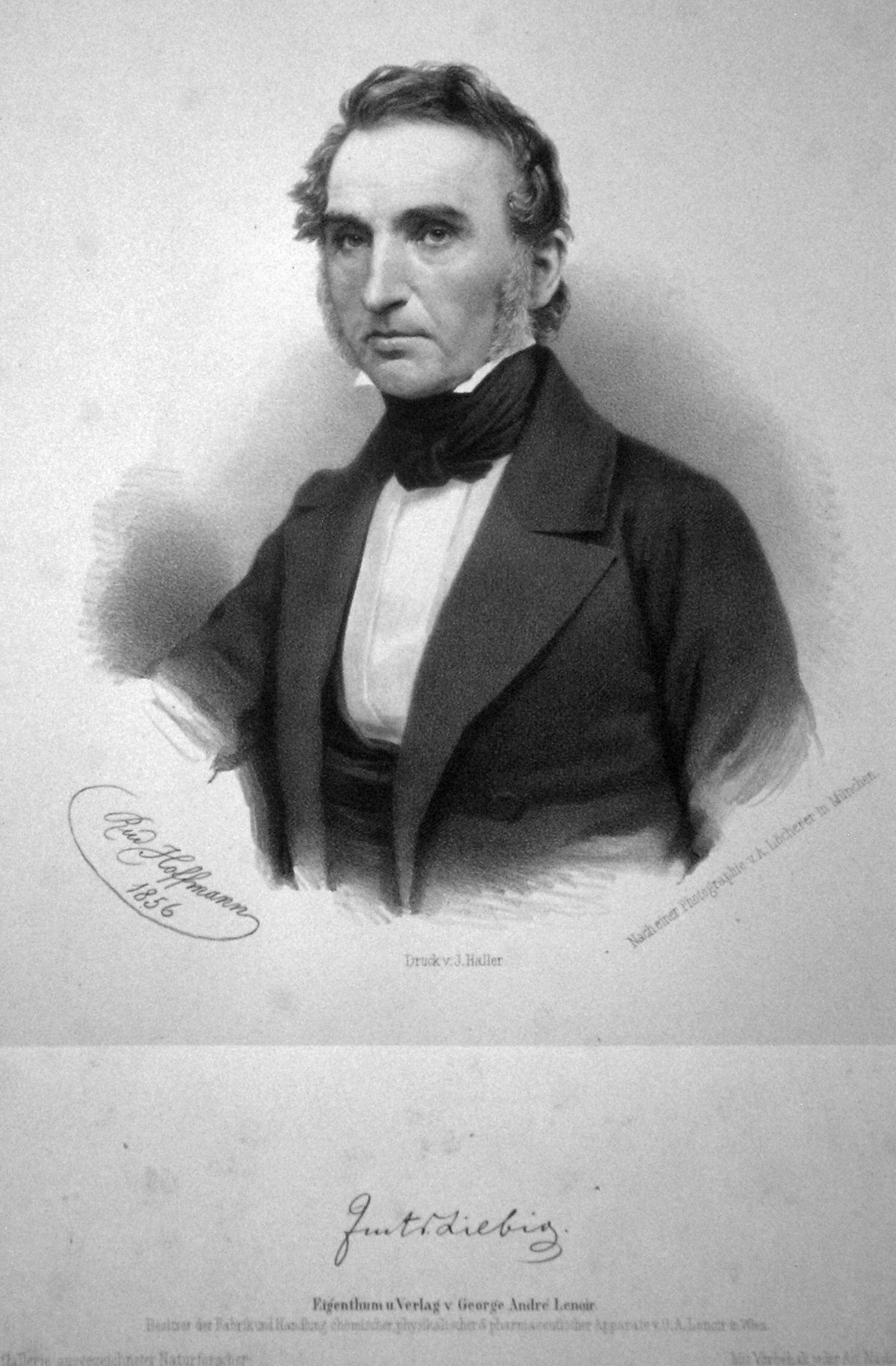
Justus von Liebig

El químic francès August André Cahours (1813–1891) preparà clorurs d'àcid mitjançant la reacció d'àcids amb pentaclorur de fòsfor {\displaystyle {\ce {PCl5}}}. El francès Charles Frédéric Gerhardt (1816–1856) emprà oxiclorur de fòsfor {\displaystyle {\ce {POCl3}}} i Antoine Béchamp (1816–1908) triclorur de fòsfor {\displaystyle {\ce {PCl3}}}. Tanmateix, el primer halur d'àcid carboxílic en ser sintetitzat fou el clorur de benzoïl {\displaystyle {\ce {C6H5-COCl}}}, el 1832 per part dels químics alemanys Friedrich Wöhler (1800–1882) i Justus von Liebig (1803–1873).

## Nomenclatura

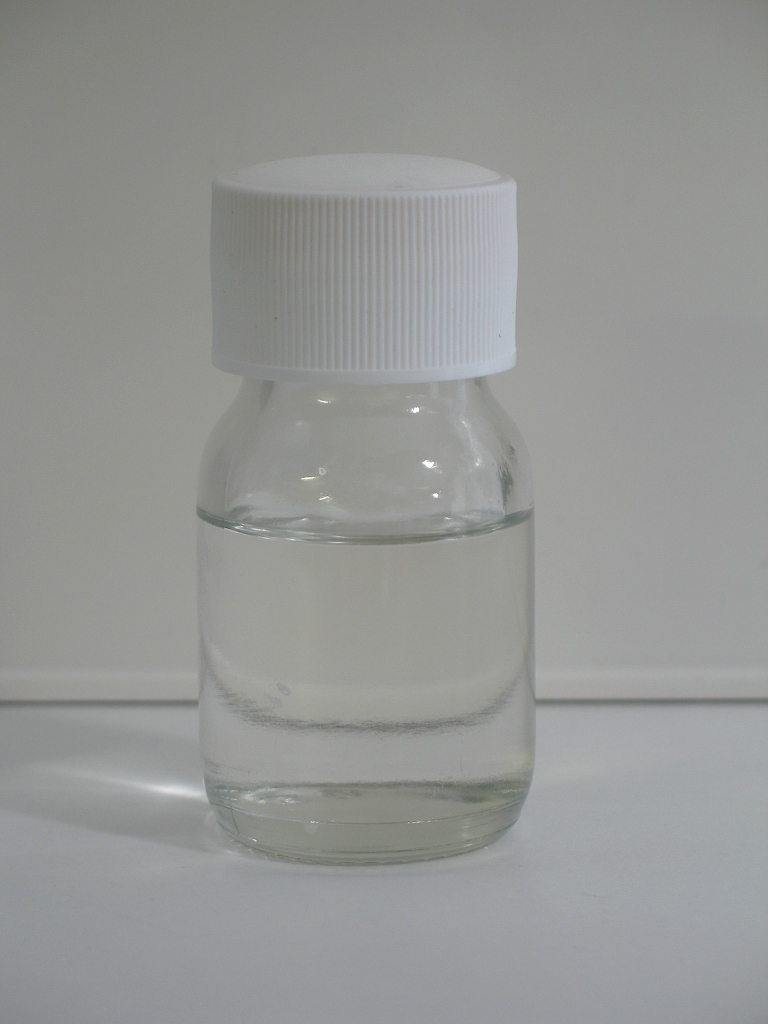
Clorur d'acetil CH3-COCl.

Els halogenurs d'àcid s'anomenen esmentant el(s) nom(s) de l’halogenur(s) específics com a paraules separades (fluorur, clorur, bromur o iodur), per ordre alfabètic, cadascun dels quals precedit per un prefix multiplicador, si és necessari, i seguits de la preposició adequada i el nom del grup acil. Per exemple: clorur d’acetil {\displaystyle {\ce {CH3-COCl}}}, bromur de butanoïl {\displaystyle {\ce {CH3-CH2-CH2-COBr}}}, bromur clorur de malonil {\displaystyle {\ce {Br-CO-CH2-CO-Cl}}}, etc.
Si hi ha un grup amb prioritat per a ser esmentat com a grup principal o si es troba enllaçat a un grup substituent, l’halogenur d’acil s'expressa mitjançant un prefix com ara «fluorocarbonil-», «clorocarbonil-», «bromocarbonil-» o «iodocarbonil-». Exemples: àcid (clorocarbonil)acètic, 2-(clorocarbonil)benzoat d’etil.

## Propietats

Mecanisme general de les reaccions de substitució nucleòfila als halurs d'àcid.

Aquests compostos donen reaccions de substitució nucleòfila amb molta facilitat i són utilitzats en reaccions d'acilació (com la de Frieldel-Crafts).

### Reacció amb àcids carboxílics

Reacció d'un clorur d'acil amb un àcid carboxílic.

Els clorurs d'acil reaccionen amb els àcids carboxílics i formen anhídrids d'àcid. Quan es fa servir aquesta reacció amb fins preparatius s'afegeix una base orgànica feble, com la piridina {\displaystyle {\ce {C5H5N}}}. La piridina és un catalitzador de la reacció i també es comporta com base per neutralitzar el clorur d'hidrogen que es forma.

Reacció d'un halur d'acil amb un alcohol.

### Reacció amb alcohols
Els clorurs d'acil reaccionen amb els alcohols {\displaystyle {\ce {R-OH}}} per formar èsters {\displaystyle {\ce {R-O-R'}}}. En general, la reacció es fa en presència d'una base com la piridina {\displaystyle {\ce {C5H5N}}} per neutralitzar el clorur d'hidrogen {\displaystyle {\ce {HCl}}} format.

Reacció d'un clorur d'acil amb amoníac.

### Reacció amb amoníac i amines
Els clorurs d'acil reaccionen amb amoníac {\displaystyle {\ce {NH3}}} i amb amines {\displaystyle {\ce {R-NH2}}} per formar amides {\displaystyle {\ce {R-CONH2}}}. En general s'hi afegeix una base, com a hidròxid de sodi {\displaystyle {\ce {NaOH}}}, perquè reaccioni amb el clorur d'hidrogen {\displaystyle {\ce {HCl}}} produït.

### Hidròlisi

Reacció d'un clorur d'acil amb aigua (hidròlisi).

Els clorurs d'acil reaccionen amb aigua per formar àcids carboxílics. En medi bàsic, l'àcid es converteix en la seva sal, un carboxilat. La reacció té poc valor preparatiu, perquè gairebé sempre el clorur d'acil es prepara a partir de l'àcid carboxílic, i no pas al contrari.

## Preparació
Un mètode de laboratori comú per a la preparació d'halurs d'acil implica la reacció d'àcids carboxílics amb reactius com el clorur de tionil {\displaystyle {\ce {SOCl2}}}o el pentaclorur de fòsfor {\displaystyle {\ce {PCl5}}} per als clorurs d'acil, pentabromur de fòsfor per als bromurs d'acil i fluorur cianúric per als fluorurs d'acil.

## Aplicacions
Els halurs d'acil són compostos altament reactius que se solen sintetitzar per a ser utilitzats com a intermedis en la síntesi d'altres compostos orgànics.